# 気狂いピエロ
『気狂いピエロ』（きちがいピエロ、フランス語: Pierrot Le Fou）は、1965年のフランス・イタリア合作映画。ジャン＝ポール・ベルモンド主演、ジャン＝リュック・ゴダール監督。ヌーヴェルヴァーグを代表する作品の一つ。

## 概要
ライオネル・ホワイトの小説『Obsession』（1962年）を原作とする。しかし他の多くのゴダールの作品と同じく脚本と呼べるものはなく、ほとんどのシーンは即興で撮影された。訳書に『気狂いピエロ』（矢口誠訳、新潮文庫、2022年）がある。
当初ゴダールはマリアンヌ役にシルヴィ・ヴァルタンを考えていたが、ヴァルタンのエージェントに断られた。ゴダールとアンナ・カリーナは1964年12月に離婚していたが、カリーナをその役にあてた。
1965年5月24日、ヴァール県の海岸で撮影が開始され、6月16日まで本土で撮影が行われた。翌6月17日から29日にかけてポルクロル島とトゥーロンで撮影。7月5日、パリで撮影が再開し、7月17日に終了した。
俳優のジャン＝ピエール・レオが、スタッフとして助監督を務めた。海のシーンは、溝口健二監督の「山椒大夫」へのオマージュとされる。
1965年8月29日、ヴェネツィア国際映画祭で上映。しかし観客からはブーイングがなされたという。同年11月5日、フランスで公開された。
1966年10月11日から19日にかけて第4回「フランス映画祭」が東京の東商ホールと草月ホールで開催された。ゴダールの『アルファヴィル』『気狂いピエロ』『男性・女性』のほか、『戦争は終った』『城の生活』『創造物』『悲しみの天使』『317小隊』『バルタザールどこへ行く』など計23本の映画が上映された。本作品は10月18日に上映された。この時点で「気狂いピエロ」の邦題が付けられた。そして翌1967年7月7日に日本で一般公開された。

## ギャラリー

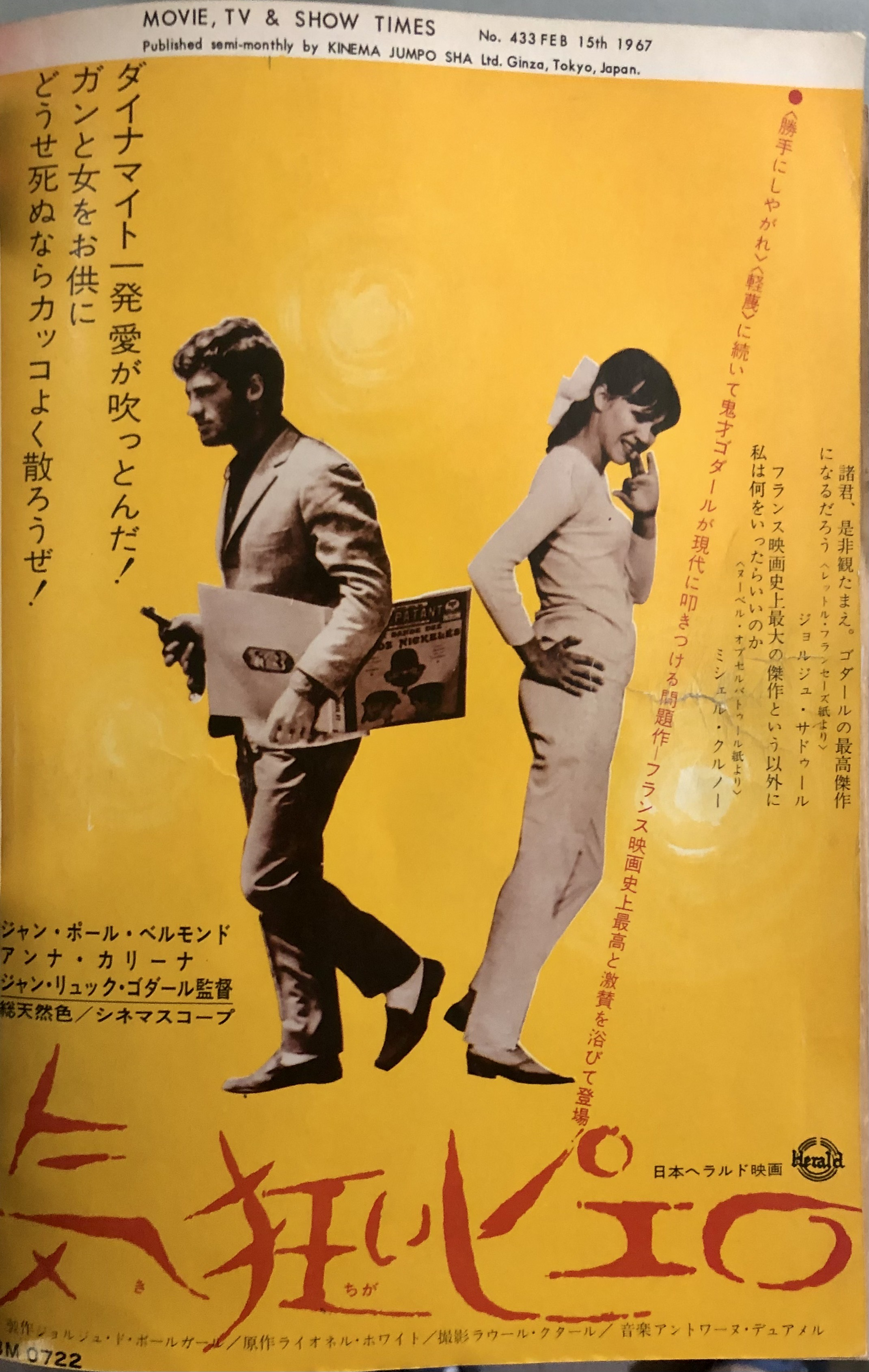
『キネマ旬報』1967年2月下旬号に掲載された広告
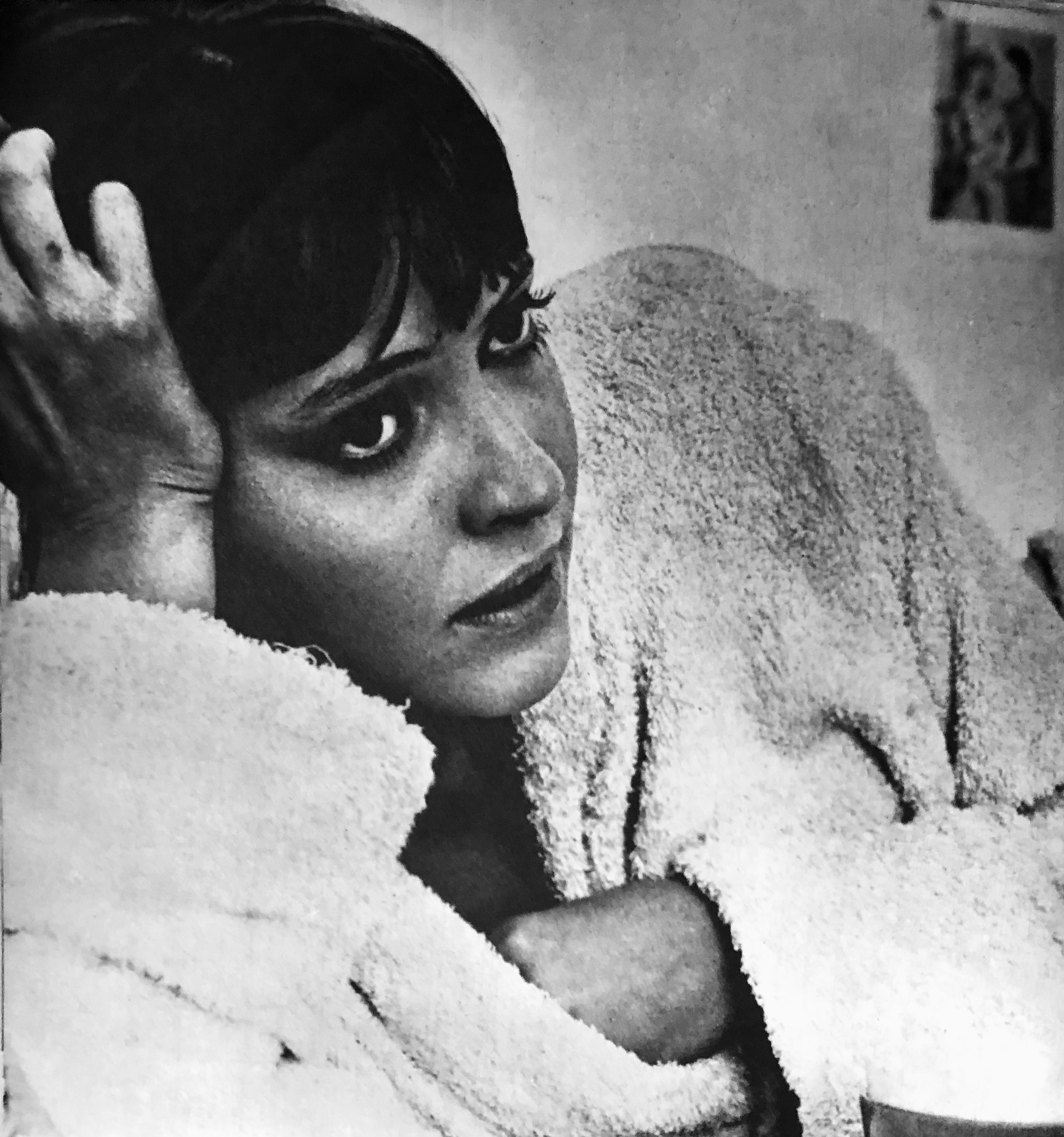
アンナ・カリーナ
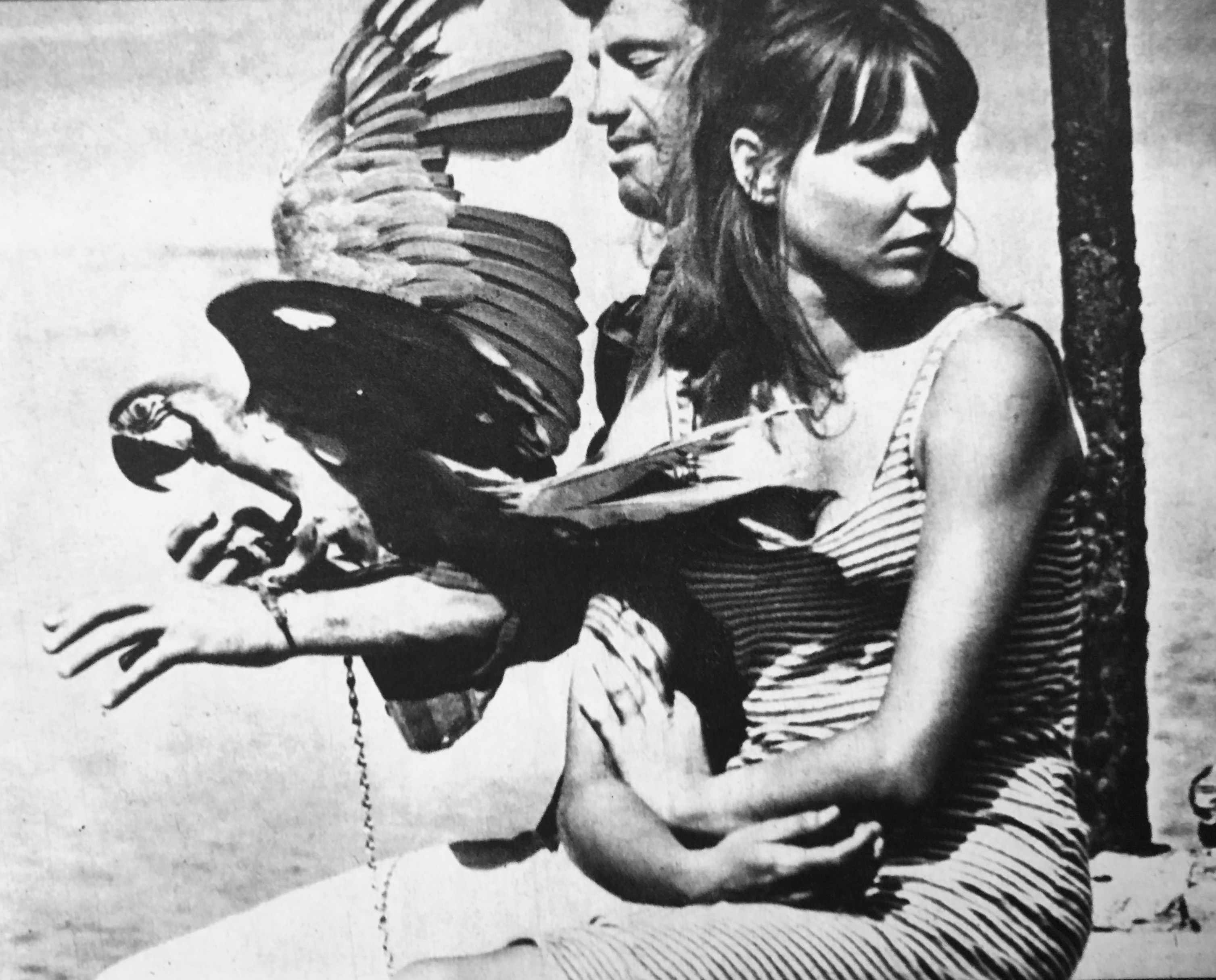
ジャン＝ポール・ベルモンド、アンナ・カリーナ
ベルモンド、カリーナ
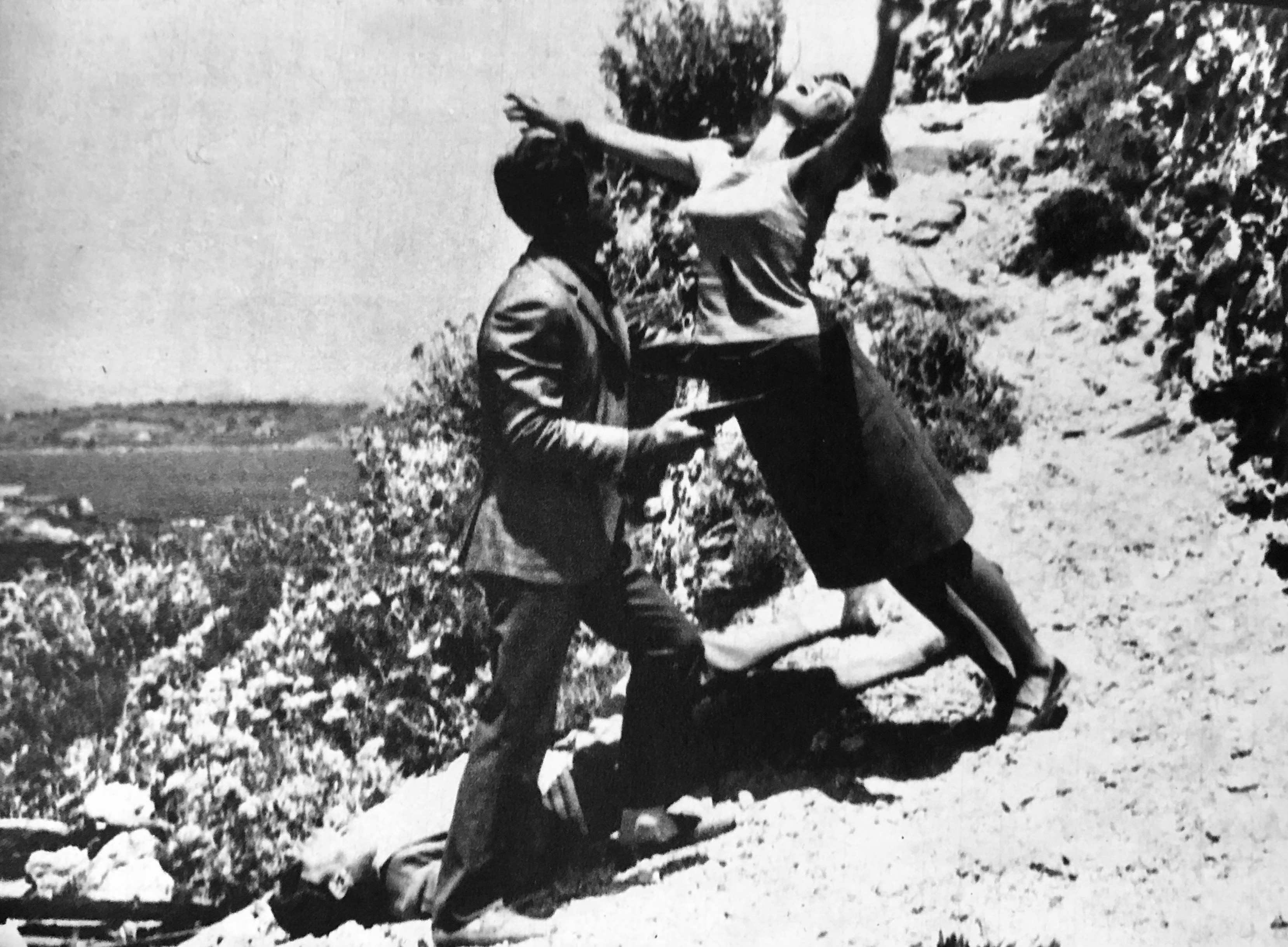
ベルモンド、カリーナ

## あらすじ
「ピエロ」と呼ばれるフェルディナン（ベルモンド）は、不幸な結婚をしていた。退屈な生活から逃げ出したい衝動に駆られていたフェルディナンは、ふと出会った昔の愛人であるマリアンヌ（カリーナ）と一夜を過ごすが、翌朝見知らぬ男性の死体を見つけ、彼女と共に逃避行を始める。
アルジェリアのギャングに追われながらもフェルディナンは充実した生活を過ごすが、そんな彼に嫌気がさしたマリアンヌは、ギャングと通じてフェルディナンを裏切る。マリアンヌを銃殺したフェルディナンは顔にペンキを塗り、さらにはダイナマイトまで顔に巻きつけ、死ぬつもりで火を点ける。我に返ったフェルディナンは火を消そうとするが間に合わずに爆死する。カメラは地中海を映し、アルチュール・ランボーの詩「永遠」が朗読される。

## キャスト
- ジャン＝ポール・ベルモンド（フェルディナン・グリフォン）
- アンナ・カリーナ（マリアンヌ・ルノワール）
- グラッツィラ・ガルヴァーニ（フェルディナンの妻）
- ロジェ・デュトワ（ギャング）
- ハンス・メイヤー（ギャング）
- サミュエル・フラー（本人役）
- ジャン＝ピエール・レオ（映画館の若い観客）
- ラズロ・サボ（ラズロ・コヴァックス、政治亡命者）
- レイモン・ドボス（港の男）

## 評価
レビュー・アグリゲーターのRotten Tomatoesでは47件のレビューで支持率は87%、平均点は8.20/10となった。